# Anna von Buchwald
Anna von Buchwald (auch von Buchwaldt oder niederdeutsch de Bockwolde) war von 1484 bis 1508 Priorin des Benediktinerinnenklosters Preetz. Sie verfasste mit dem Buch im Chore eine wichtige Quelle zur Geschichte des nicht nur der Preetzer Klosters und gilt vor allem wegen ihrer Reformbestrebungen, der von ihr erreichten Haushaltskonsolidierung und der zahlreichen Bau- und Ausstattungstätigkeiten an der Klosterkirche und den angehörigen Gebäuden als bedeutendste Preetzer Priorin des Spätmittelalters. 

## Leben und Wirken
Anna von Buchwald stammte aus dem uradeligen Geschlecht derer von Buchwald. Wann sie geboren wurde und wer ihre Eltern waren, ist nicht bekannt. Es ist belegt, dass sie drei Schwestern hatte, von denen zwei verheiratet waren und eine, Dilla, mit ihr zusammen im Kloster Preetz lebte. Anna von Buchwald kam vermutlich bereits als Jugendliche ins Kloster. Da das Noviziat im Regelfall neun Jahre dauerte und sie 1471 das Amt einer Kantorin innehatte, ist anzunehmen, dass sie in den 1460er Jahren ins Kloster eintrat. Dilla von Buchwald ist erst seit 1491 in den Aufzeichnungen des Klosters nachweisbar. Auf ihre Initiative hin wurden Spenden für ein Antependium zusammengetragen, das sie 1495 in Auftrag gab.

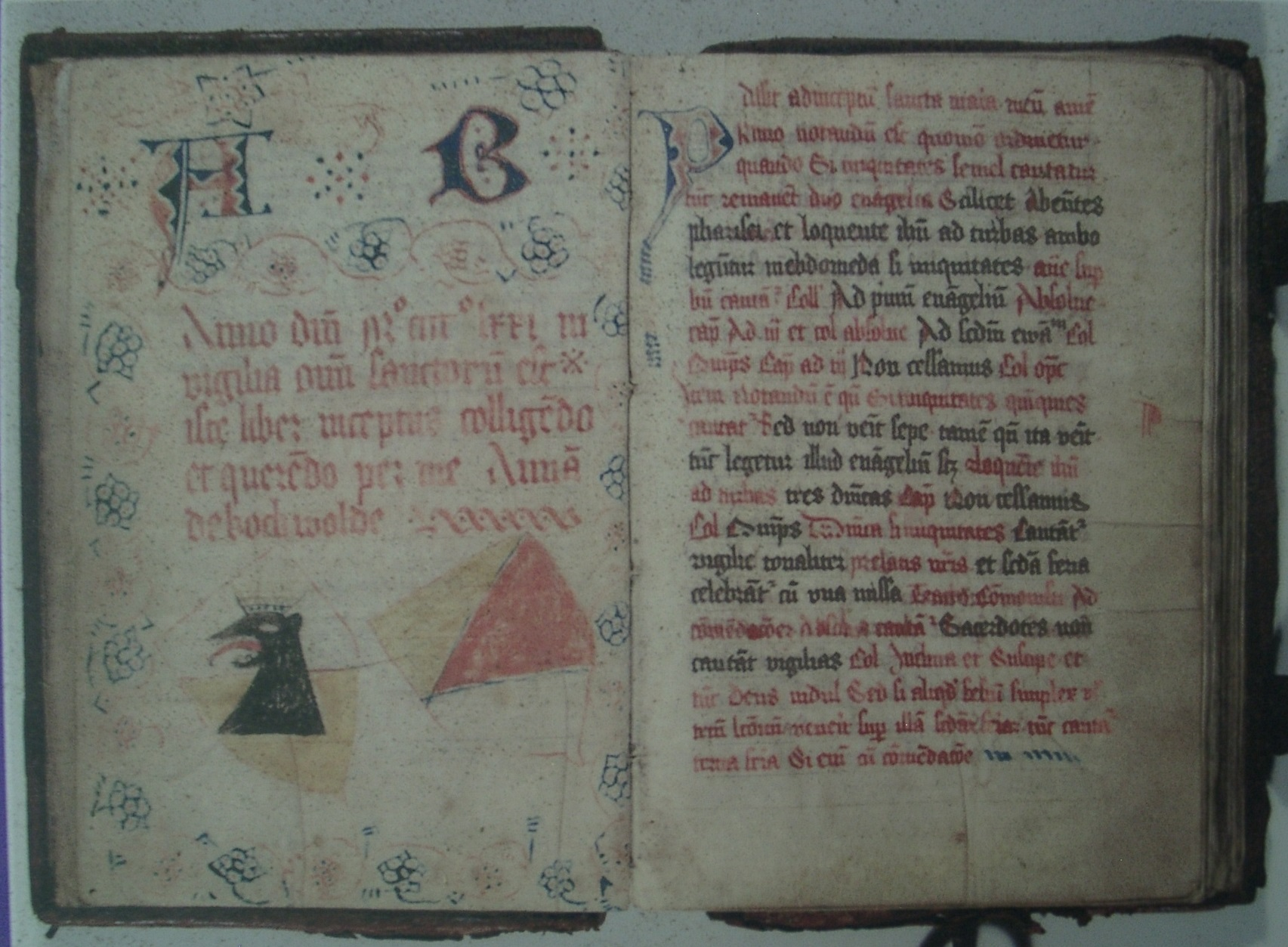
Anfangsseiten des Buchs im Chore mit der Notiz, den Initialen und dem Familienwappen Annas von Buchwald

1471 begann Anna von Buchwald, damals noch als Kantorin, Texte zu sammeln und zunächst mündlich tradierte Gebräuche schriftlich festzuhalten: Anno Domini M° CCCC° LXXI in vigilia omnium sanctorum est iste liber inceptus colligendo et querendo per me Annam de bockwolde („Im Jahr des Herrn 1471 am Vorabend von Allerheiligen wurde dieses Buch begonnen durch Sammeln und Forschen von mir, Anna von Buchwald“). Die sehr unterschiedlichen Ergebnisse ihrer Forschung vereinte sie in dem sogenannten Buch im Chore. Das Buch enthält neben den gottesdienstlichen Gebräuche und liturgischen Gesängen Berichte über das Leben im Kloster wie beispielsweise die mit der Aufnahme von Oblaten verbundenen Zeremonien und die Erziehung der Novizinnen und der zur Ausbildung aufgenommenen jungen Mädchen, die wirtschaftliche Lage sowie Instandhaltungs- und Baumaßnahmen. Das Kolophon benennt einen Thomas Schroder, vielleicht ein Kanoniker, als Schreiber des Buches im Chore: Scriptus et finitus per me dominum thomas Schrod°. Dieser vermutlich professionelle Schreiber taucht von 1488 bis 1490 im Lohnregister des Klosters auf. Das Buch wurde, wohl an einer Kette befestigt und somit gesichert, im Nonnenchor aufbewahrt, spricht Anna von Buchwald doch von „myneme boke in deme kore“.
Als Heilwig von Split 1484 das Amt der Priorin des Konvents niederlegte, wurde Anna von Buchwald zur Nachfolgerin gewählt. Die Segnung nahm 1486 der Lübecker Bischof Albert II. Krummendieck in Anwesenheit des Cismarer Abts Heinrich II. von Minden (amt. 1473–1494) vor. Während ihrer Amtszeit fanden umfangreiche Bauarbeiten an den Klostergebäuden statt, unter anderem wurde ein Siechenhaus errichtet. In der Kirche wurde das Nonnengestühl im Chor um 1490 mit einer Kreuzholzlegende und einem Dreifaltigkeitsbild ausgemalt, auf die westlich des Sanktuariums neu hochgezogene Schranke wurde eine Gregorsmesse gemalt und auf dem aufgemauerten Altar davor gab ein Marienbildwerk Messwein aus.  1508 legte Anna von Buchwald das Amt nieder und verbrachte ihre letzten Lebensjahre als einfache Nonne.

## Ausgabe des „Buch im Chore“
- Das Buch im Chore aus Kloster Preetz. Faksimile des Kettenbuches der Priörin Anna von Buchwald (amt. 1484–1508) (= Forschungen zu Kloster und Stift Preetz. Band 2). Eingeleitet und herausgegeben von Klaus Gereon Beuckers. Ludwig, Kiel 2022.